# Euploea sicinia
Euploea sicinia är en fjärilsart som beskrevs av Hans Fruhstorfer 1904. Euploea sicinia ingår i släktet Euploea och familjen praktfjärilar. Inga underarter finns listade i Catalogue of Life.